# Френе-ла-Мер
Френе́-ла-Мер (фр. Fresné-la-Mère) — коммуна во Франции, находится в регионе Нижняя Нормандия. Департамент коммуны — Кальвадос. Входит в состав кантона Фалез-Юг. Округ коммуны — Кан.
Код INSEE коммуны — 14289.

## Население
Население коммуны на 2010 год составляло 546 человек.
| 1962 | 1968 | 1975 | 1982 | 1990 | 1999 | 2010 |
| ---- | ---- | ---- | ---- | ---- | ---- | ---- |
| 320  | 303  | 334  | 382  | 425  | 417  | 546  |

## Экономика
В 2010 году среди 344 человек трудоспособного возраста (15—64 лет) 244 были экономически активными, 100 — неактивными (показатель активности — 70,9 %, в 1999 году было 67,5 %). Из 244 активных жителей работали 232 человека (121 мужчина и 111 женщин), безработных было 12 (3 мужчин и 9 женщин). Среди 100 неактивных 17 человек были учениками или студентами, 44 — пенсионерами, 39 были неактивными по другим причинам.